# Ким Кун Су
Ким Кун Су (кор. 김건수–; род. 13 сентября 1965) — южнокорейский дзюдоист, призёр Азиатских игр и чемпионатов мира, участник летних Олимпийских игр 1992 года в Барселоне.

## Карьера
Выступал в супертяжёлой (свыше 95 кг) и абсолютной весовых категориях. Серебряный (1988) и бронзовый (1986 и 1990 годы) призёр чемпионатов мира среди студентов. На летних Азиатских играх 1990 года в Пекине завоевал бронзу в супертяжёлом весе и серебро — в абсолютном. В том же году в Токио стал бронзовым призёром престижного международного турнира памяти Дзигоро Кано. Бронзовый призёр чемпионата мира 1989 года в Белграде (абсолютная категория) и 1989 года Барселоне (свыше 95 кг).
На летней Олимпиаде 1992 года, выступая в супертяжёлой весовой категории, занял 17-е место.